# Françoise Balibar
Françoise Balibar (nascuda com a Françoise Dumesnil, França, 1941) és una física francesa i historiadora de la ciència, professora emèrita a Universitat Denis Diderot de París. Ha publicat moltes obres d'Albert Einstein, sobre la teoria de relativitat, i sobre la història i epistemologia de la física.
Va estudiar a l'École Normale Supérieure des del 1960 al 1964. Ha escrit força articles en revistes nacionals i internacionals i va liderar un equip de recerca al CNRS que es va encarregar de l'edició francesa d'algunes de les obres d'Einstein. És també l'autora de diversos llibres, incloent The Science of Crystals i Einstein: Decoding the Universe. Ha aparegut en dues pel·lícules: Mange ta soupe el 1997 i Modern Life en 2000.

## Publicacions seleccionades
- Co-autora amb Jean-Marc Lévy-Leblond, Quantics: Rudiments of Quantum Physics, North-Holland, 1990
- Co-autora amb Jean-Pierre Maury, How Things Fly, Barron's Educational Series, 1990
- The Science of Crystals, McGraw-Hill Companies, 1992
- Einstein: La joie de la pensée, collection «Découvertes Gallimard» (nº 193), série Sciences et techniques. Éditions Gallimard, 1993 (new edition in 2011)[4]
  - US edition – Einstein: Decoding the Universe, “Abrams Discoveries” series. Harry N. Abrams, 2001
  - UK edition – Einstein: Decoding the Universe, ‘New Horizons’ series. Thames & Hudson, 2005
- Marie Curie: Femme savante ou Sainte Vierge de la science?, collection «Découvertes Gallimard» (nº 497), série Sciences et techniques. Éditions Gallimard, 2006